# Eurydiopsis brevispinus
Eurydiopsis brevispinus är en tvåvingeart som beskrevs av Feijen 1999. Eurydiopsis brevispinus ingår i släktet Eurydiopsis och familjen Diopsidae. Inga underarter finns listade i Catalogue of Life.